# Kibbachalu, Sagar
Kibbachalu là một làng thuộc tehsil Sagar, huyện Shimoga, bang Karnataka, Ấn Độ.